# Omul care l‑a ucis pe Don Quijote
Omul care l‑a ucis pe Don Quijote este un film de comedie de aventuri din 2018 regizat de Terry Gilliam și scris de Gilliam și Tony Grisoni, bazat pe romanul Don Quijote de Miguel de Cervantes din 1605/1615. Gilliam a încercat fără succes să realizeze filmul de mai multe ori pe parcursul a 29 de ani. 
Gilliam a început să lucreze la film în 1989, dar nu a reușit să obțină finanțare până în 1998, când a intrat în pre-producție completă cu un buget de 32,1 milioane de dolari americani fără finanțare americană, cu Jean Rochefort în rolul lui Quijote, Johnny Depp în rolul lui Toby Grummett, un  executiv de marketing din secolul XXI aruncat înapoi în timp.
Filmările au început în 2000 în Navarra, dar un număr semnificativ de dificultăți, cum ar fi decorurile și echipamentele distruse de inundații, plecarea lui Rochefort din cauza bolii, probleme de asigurare a producției și alte dificultăți financiare au condus la o suspendare bruscă a producției și anularea ulterioară a acestuia. Producția originală a făcut obiectul filmului documentar Lost in La Mancha, lansat în 2002.
Omul care l-a ucis pe Don Quijote a avut premiera la 19 mai 2018.

## Distribuție
- Adam Driver ca Toby Grummett, un regizor care se întoarce în satul în care și-a filmat filmul studențesc în urmă cu zece ani și pe care Quijote îl confundă cu scutierul său de încredere Sancho Panza.[12] Robin Williams, Johnny Depp, Ewan McGregor și Jack O'Connell au fost distribuiți anterior în acest rol.[13][14]
- Jonathan Pryce ca "Don Quixote", un vechi bătrân spaniol pe nume Javier, care a jucat rolul lui Quijote în vechiul filmul studențesc al lui Toby, dar de atunci a devenit convins că este de fapt celebrul personaj literar.[12] John Cleese, Jean Rochefort, Michael Palin, Robert Duvall și John Hurt au fost distribuiți anterior în acest rol; Pryce a făcut, de asemenea, parte din distribuția originală din 2000, dar într-un rol diferit.[13][15]
- Stellan Skarsgård ca Șeful, superiorul lui Toby.
- Olga Kurylenko ca Jacqui, soția Șefului.
- Joana Ribeiro ca Angélica Fernández, o tânără care a jucat un rol secundar în filmul lui Toby cu zece ani mai devreme.[16]
- Óscar Jaenada ca Țiganul, un personaj misterios care continuă să se tot întâlnească cu Toby.[17]
- Jason Watkins ca Rupert, agentul ambițios al lui Toby.[18]
- Sergi López ca Fermierul.[16]
- Rossy de Palma ca soția fermierului.[19]
- Hovik Keuchkerian ca Raul,[12] tatăl Angelicăi.
- Jordi Mollà ca Alexei Miiskin, un oligarh crud.[16]